# Mnesarete astrape
Mnesarete astrape là loài chuồn chuồn trong họ Calopterygidae. Loài này được De Marmels mô tả khoa học đầu tiên năm 1989.